# Barbara Ostmeier

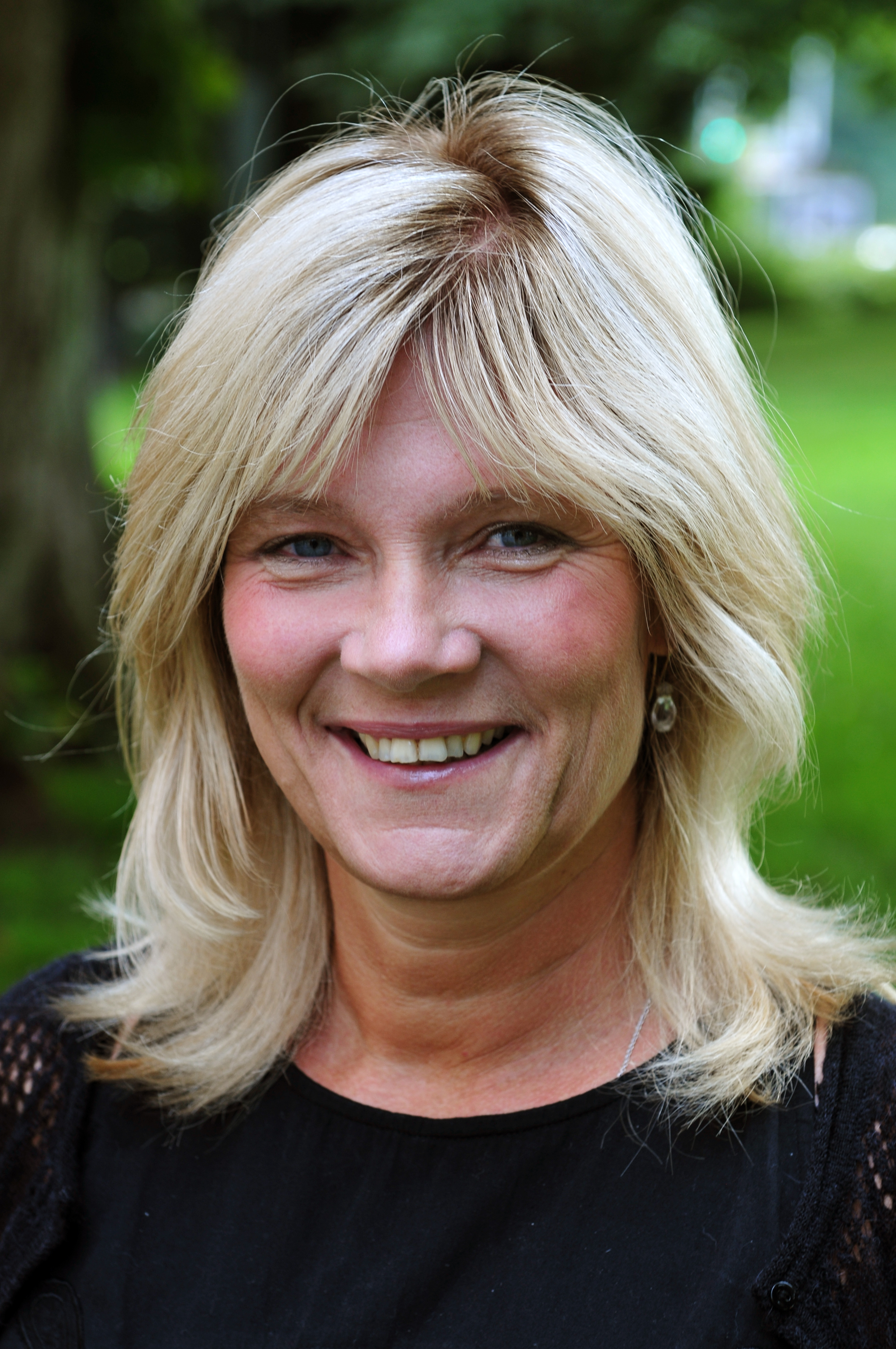
Barbara Ostmeier 2013

Barbara Ostmeier, geborene Ziebell (* 20. April 1961 in Bad Salzuflen) ist eine deutsche Politikerin (CDU) und Volljuristin. Sie war von 2009 bis 2022 Abgeordnete des Schleswig-Holsteinischen Landtages. Seit dem 1. November 2024 ist sie Präsidentin des Landessportverbandes Schleswig-Holstein.

## Ausbildung und Beruf
Nach ihrem Abitur am Gymnasium in Bad Salzuflen 1979, folgte ein Studium der Rechtswissenschaft an der Westfälischen Wilhelms-Universität in Münster. Nach dem Ersten Staatsexamen absolvierte sie ihr Referendariat in Düsseldorf und Krefeld und legte 1991 das Zweite Staatsexamen ab, als Volljuristin mit Befähigung zum Richteramt.
Barbara Ostmeier ist evangelisch-lutherisch, verheiratet und hat vier Kinder.

## Politik
Barbara Ostmeier trat 1998 der CDU bei und ist für ihre Partei seit 1998 Mitglied der Gemeindevertretung in Hetlingen. Von 1998 bis 2003 war sie 2. stellvertretende, von 2003 bis 2005 1. stellvertretende und von 2005 bis 2014 Bürgermeisterin. Parallel übte sie zusätzlich das Amt der 1. stellvertretenden Amtsvorsteherin des Amtes Haseldorf von April 2005 bis August 2013 aus.
1998 übernahm Ostmeier den Vorsitz des Wahlprüfungsausschusses, sowie zwei Jahre später den Vorsitz des Sport-, Kultur- und Umweltausschusses. Ab 2003 gehörte sie diesem als Mitglied und nicht mehr als Vorsitzende an. Neben ihrer Funktion im Schul- und Sozialausschuss, wirkte sie von 2003 bis 2005 und von 2013 bis 2014 im Rechnungsprüfungsausschuss mit. Von 2005 an war sie zudem im Finanz- und Personalausschuss tätig, der 2013 aufgelöst wurde.

## Abgeordnete
Von der 17. Wahlperiode, für die 2009 gewählt wurde, bis zum Ende der 19. Wahlperiode 2022 war Barbara Ostmeier Mitglied des Schleswig-Holsteinischen Landtages.
Von 2009 bis 2012 fungierte sie als Mitglied im Innen- und Rechtsausschuss sowie als stellvertretendes Mitglied im Petitions- und Umwelt- und Agrarausschuss.
2012 wurde Ostmeier als direkt gewählte Abgeordnete des Wahlkreises Pinneberg Elbmarschen für die 18. Wahlperiode erneut in den Landtag gewählt.
In der 18. Wahlperiode war sie stellvertretende Schriftführerin und Vorsitzende des Innen- und Rechtsausschusses sowie des Ersten Parlamentarischen Untersuchungsausschusses Friesenhof.
Ab dem 17. November 2016 war sie überdies Mitglied im damals neu gegründeten Ausschuss für die Zusammenarbeit der Länder Schleswig-Holstein und Hamburg.
Ostmeier hatte ab 2012 außerdem Funktionen als stellvertretendes Mitglied im Datenschutzgremium, der G 10-Kommission und als Mitglied im Richterwahlausschuss inne, dem sie 2010 als stellvertretendes Mitglied angehörte.
Bei der Landtagswahl 2017 zog Barbara Ostmeier mit 39,9 Prozent der Erststimmen als direkt gewählte Abgeordnete des Wahlkreises Pinneberg-Elbmarschen für die 19. Wahlperiode erneut in den Landtag ein. Sie war auch in der 19. Wahlperiode Vorsitzende des Innen- und Rechtsausschusses und zudem die justiz-, integrations- und sportpolitische Sprecherin der CDU-Fraktion.
Bei der Landtagswahl 2022 trat sie nicht erneut an.

## Gesellschaftliches Engagement
Von 2001 bis 2014 engagierte sich Barbara Ostmeier im Kindergartenbeirat, von 2003 bis 2014 im Wegeunterhaltungsverband Pinneberg und von 2006 bis 2014 in der Verbandsversammlung Abwasserverband Elbmarsch. Von 2005 bis 2014 war sie zudem Jagdvorseherin. Derzeit ist sie Mitglied im Projektbeirat Kita21 – Die Klimaretter Südholstern.

## Ehrenamt
Der Präsident des Landessportverbandes Schleswig-Holstein Hans-Jakob Tiessen legte aus familiären Gründen sein Amt vorzeitig zum 30. Oktober 2024 nieder. Bis zur offiziellen Neubesetzung beim Landessportverbandstag im Juni 2025 wird Barbara Ostmeier, die Vorsitzende des Ausschusses Breitensport und Vorstandsmitglied, dessen Aufgaben des Präsidenten übernehmen. Im Juni 2025 wird dann der Landessportverbandstag, das höchste LSV-Gremium, die offizielle Präsidentenwahl vornehmen.